# Upottery
Upottery – wieś i civil parish w Anglii, w Devon, w dystrykcie East Devon. W 2011 civil parish liczyła 701 mieszkańców. Upottery jest wspomniana w Domesday Book (1086) jako Otri.